# Haiti ölyv
A haiti ölyv (Buteo ridgwayi) a madarak osztályának vágómadár-alakúak (Accipitriformes) rendjébe, ezen belül a vágómadárfélék (Accipitridae) családjába tartozó faj.

## Rendszerezése
A fajt Charles B. Cory amerikai ornitológus írta le 1883-ban, a Rupornis nembe Rupornis ridgwayi néven.

## Előfordulása
Hispaniola szigetén, a Dominikai Köztársaság és Haiti területén honos. Természetes élőhelyei a mérsékelt övi erdők, szubtrópusi vagy trópusi száraz erdők, síkvidéki és hegyi esőerdők. Állandó, nem vonuló faj.

## Megjelenése
A testhossza 40 centiméter, szárnyfesztávolsága 69-81 centiméter.

## Természetvédelmi helyzete
Az elterjedési területe kicsi, egyedszám 322 példány, viszont lassan növekszik. A Természetvédelmi Világszövetség Vörös listáján súlyosan veszélyeztetett fajként szerepel.